# Cordylus rhodesianus
Cordylus rhodesianus là một loài thằn lằn trong họ Cordylidae. Loài này được Hewitt mô tả khoa học đầu tiên năm 1933.